# Perses

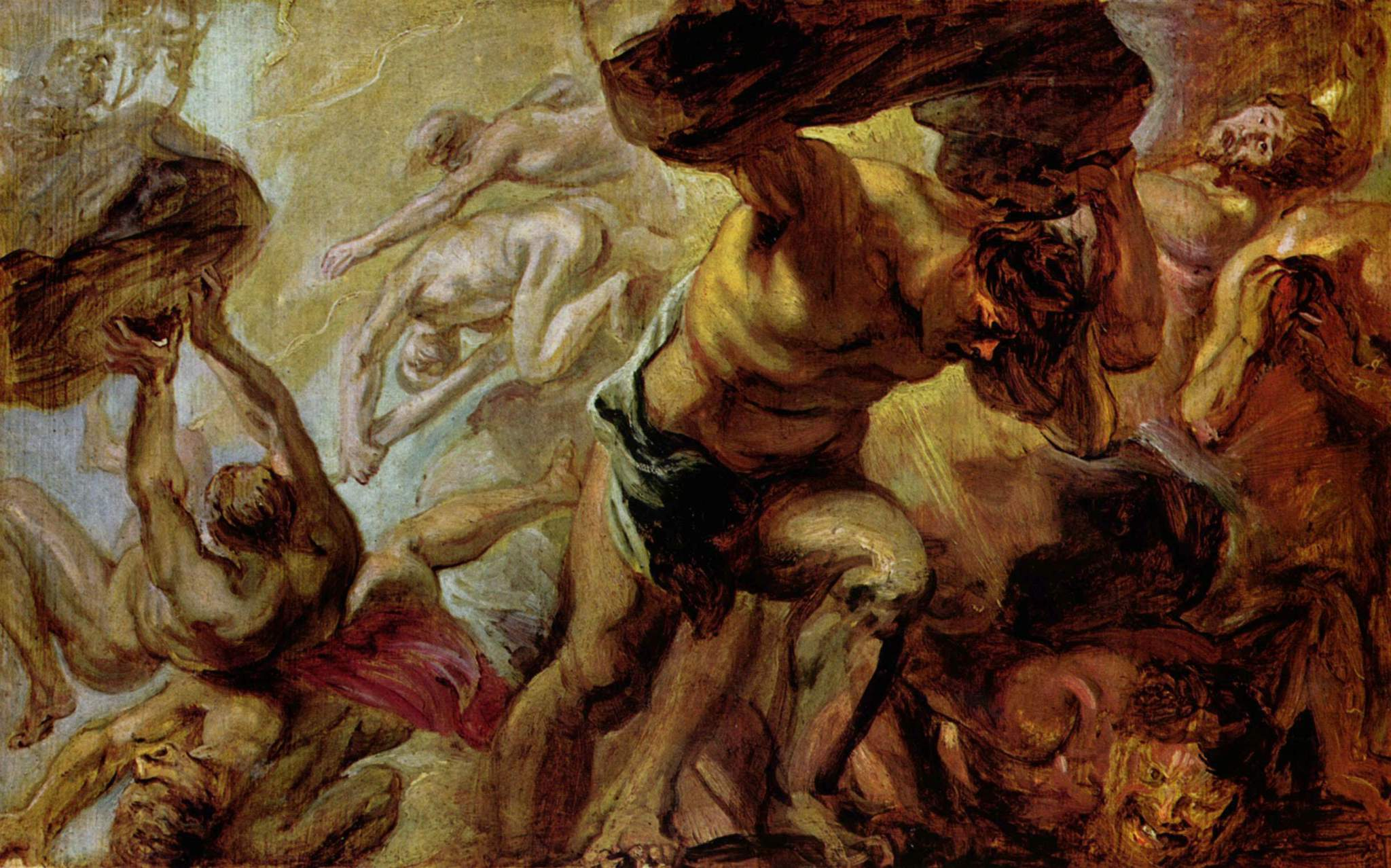
En esta obra, Rubens representa una escena épica de la Titanomaquia, aunque también mezcla elementos del mito con la caída de los Gigantes (una confusión común en el arte y la literatura renacentista). Se trata de una representación grandiosa del triunfo de los dioses olímpicos sobre fuerzas cósmicas más antiguas.
Perses, aunque no se muestra explícitamente, sería parte del linaje derrotado en este contexto.

En la mitología griega, Perses (en griego antiguo: Πέρσης, Pérsēs) era un titán de segunda generación, casado con Asteria, con la que tuvo a la diosa Hécate. Era uno de los tres hijos concebidos por el titán Crío y Euribia, junto con Astreo y Palante. Al menos una fuente nos dice que Perses fue padre, sin especificar su consorte, de Cariclo, la esposa de Quirón.
Hesíodo señala que Perses «se distinguió entre todos por su sabiduría», pero ningún otro autor señala esta particularidad. Esta cualidad en cambio sí era característica de sus coetáneos Metis o Prometeo.
El autor latino Higino, cuyo texto se ha conservado en gran parte corrupto, dice que Perses era hijo de Polo y Febe (sic.); confundiendo así la descendencia de los titanes Crío y Ceo. Incluso una versión tardía dice que el antiquísimo Perses, padre de Hécate por Asteria, era hijo del Cielo (Caelus).